# Meterythrops picta
Meterythrops picta är en kräftdjursart som beskrevs av Holt och W. M. Tattersall 1905. Meterythrops picta ingår i släktet Meterythrops och familjen Mysidae. Arten är reproducerande i Sverige. Inga underarter finns listade i Catalogue of Life.